# Vlekborstboomloper
De vlekborstboomloper (Premnoplex brunnescens) is een zangvogel uit de familie Furnariidae (ovenvogels).

## Verspreiding en leefgebied
Deze soort komt voor van Costa Rica tot noordwestelijk Venezuela en centraal Bolivia en telt zes ondersoorten:
- P. b. brunneicauda: Costa Rica en westelijk Panama.
- P. b. albescens: oostelijk Panama.
- P. b. coloratus: de bergen van Santa Marta (noordoostelijk Colombia).
- P. b. rostratus: noordelijk Venezuela.
- P. b. brunnescens: van de Andes van Colombia, Venezuela, Ecuador tot het zuidelijke deel van Centraal-Peru.
- P. b. stictonotus: de Andes van zuidelijk Peru en noordelijk Bolivia.

## Status
De grootte van de populatie is in 2019 geschat op 0,5-5 miljoen volwassen vogels. Op de Rode lijst van de IUCN heeft deze soort de status niet bedreigd.